# Les Bottes de sept lieues (téléfilm, 1990)
Pour les articles homonymes, voir Les Bottes de sept lieues.
Les Bottes de sept lieues est un téléfilm français réalisé par Hervé Baslé, diffusé en 1990. C'est une adaptation d'une nouvelle de l'écrivain Marcel Aymé, tirée du recueil Le Passe-muraille. 
Il fait partie de la trilogie La Saga des Martin dont les deux autres films sont Héloïse (1991) et L'Huissier (1991).

## Synopsis
Germaine (Christine Boisson), est femme de ménage. Son fils Antoine (Jérémie Simonin), fait partie d'une bande d'écoliers, tous animés de la même envie : conquérir les bottes de sept lieues qui trônent dans la vitrine d'un bric-à-brac. Quand ils passent à l'action, le marchand, (Jacques Dufilho), un vieillard à moitié fou, les fait  fuir. Dans leur course, ils tombent au fond d'une tranchée et se retrouvent à l'hôpital. Un matin, c'est le choc : un des écoliers se vante que sa mère lui achètera les bottes. Antoine s'invente alors un très riche oncle d'Amérique qui les lui offrira....

## Fiche technique
- Adaptation Hervé Baslé et Jean-Claude Grumberg
- Image : Charlie Gaeta
- Éditeur : Joseph Neveu
- Musique : Louis Bessière

## Distribution
- Christine Boisson : Germaine
- Jacques Dufilho : le Marchand
- Jérémie Semonin : Antoine
- Pierre Alexis Hollenbeck : Frioulat
- Maxime Boidron : Huchemin
- Benoît Robert : Baraquin
- Pierre Baslé : Rogier
- Baptiste Vitez : Naudin
- Bertrand Baslé : le maître d'école
- Jean-Claude Bouillaud : M. Frioulat
- Geneviève Mnich : Mme Frioulat

Autres acteurs
- Bertrand Corbi
- Gérard Escomba
- Christiane Jean
- Takashi Kawahara
- Marie Rivière
- Robert Rondo
- Bernard Rossellini
- Michel Such